# Cochlicopa
Cochlicopa is een geslacht van longslakken uit de  familie van Cochlicopidae.

## Soort
- Cochlicopa davidis (Ancey, 1882)
- Cochlicopa hachijoensis Pilsbry, 1902
- Cochlicopa lubrica (O. F. Müller, 1774) = Glanzende agaathoren
- Cochlicopa lubricella (Porro, 1838) = Slanke agaathoren
- Cochlicopa morseana (W. Doherty, 1878)
- Cochlicopa nitens (M. von Gallenstein, 1848)
- Cochlicopa sinensis (Heude, 1890)
- Cochlicopa thalassina (Jousseaume, 1890)

Niet geaccepteerde soorten:
- Cochlicopa (Sinizua) Starobogatov, 1996 → Cochlicopa A. Férussac, 1821
  - Cochlicopa (Sinizua) potanini Starobogatov, 1996 (taxon inquirendum)
- Cochlicopa collina (Drouët, 1855) → Cochlicopa lubricella (Porro, 1838)
- Cochlicopa cyclothyra O. Boettger, 1885 → Hypnophila cyclothyra (O. Boettger, 1885)
- Cochlicopa repentina Hudec, 1960 → Cochlicopa lubrica (O. F. Müller, 1774)
- Cochlicopa venusta L. Pfeiffer, 1841 → Euvaricella venusta (L. Pfeiffer, 1841)